# Ежков, Владимир Иванович
Влади́мир Ива́нович Ежко́в (15 августа 1921, Вазьян, РСФСР — 19 марта 1986, Москва, СССР) — советский военачальник, участник Великой Отечественной войны, командующий 23-й воздушной армией, Военный летчик 1-го класса, Заслуженный военный лётчик СССР, генерал-лейтенант авиации.

## Биография
Владимир Иванович родился 15 августа 1921 года в селе Вазьян Вадского района Нижегородской области. В 1939 году окончил 10 классов школы в городе Горький (ныне Нижний Новгород). В РККА с августа 1940 г. В 1941 году окончил Борисоглебскую военную авиационную школу летчиков. По окончании школы направлен в истребительные части Архангельского военного округа.
Участник Великой Отечественной войны с июня 1941 года. С июня 1941 года по май 1945 года прошел все летные должности: летчик, старший летчик, заместитель командира эскадрильи, командир авиационной эскадрильи 730-го истребительного авиационного полка 104-й истребительной авиационной дивизии ПВО Западного фронта ПВО на аэродроме Кегостров под Архангельском. Полк выполнял задачи по прикрытию важных объектов Архангельска и Северодвинска, а также по сопровождению полярных конвоев. Владимир Иванович по праву считался одним из лучших летчиков 730-го полка, освоив полеты днем и ночью в простых и сложных метеорологических условиях. За время службы в полку выполнил 873 полета при общем налете 572 часа 33 минуты, из них ночью 43 часа 21 минуту. На прикрытие от воздушного противника караванов союзных транспортов (конвоев) в горле Белого моря и их разгрузку в портах Архангельска и Молотовска выполнил 40 боевых вылетов с налетом 41 час 36 минут на истребителях Hawker Hurricane, с ноября 1943 года — на Як-7б.
В июле 1944 года 730-й истребительный авиационный полк передан в состав 125-й истребительной авиационной дивизии ПВО Северного фронта ПВО. С августа 1944 года полк переучился на Як-9.
После войны Владимир Иванович продолжал службу в частях ПВО и ВВС Московского, Ленинградского и Прикарпатского военных округов. В 1949 году поступил в Военно-воздушную академию имени Ю. А. Гагарина, которую окончил в 1951 году. По окончании академии капитан Ежков продолжил службу на командных должностях истребительной авиации, пройдя все ступени командира. После окончания академии с 1951 — в Московском военном округе. В 1951—1952 гг. — старший инструктор летчик по технике пилотирования и теории полета отдела боевой подготовки учебного Краснознаменного центра слепой, ночной подготовки и боевого применения истребительной авиации ПВО страны. В Ленинградском военном округе: с 1952 по 1955 годы — заместитель командира гвардейского истребительного авиационного полка по технике пилотирования и теории полета, заместитель командира полка по летной подготовке. С 1955 по 1958 годы — командир отдельного разведывательного авиационного полка Прикарпатского военного округа. В 1958—1960 годах — первый заместитель командира истребительной авиационной дивизии. В 1960—1963 — командир истребительной авиационной дивизии 57-й воздушной армии.
В 1965 году окончил Военную академию Генерального штаба. С 1965 года по 1968 год генерал-майор авиации Ежков — заместитель командующего 24-й воздушной армией (с апреля 1968 года 16-я воздушная армия) Группы советских войск в Германии. С 1968 года — командир 71-го истребительного авиационного корпуса 16-й воздушной армии. В мае 1971 года назначен командующим 23-й воздушной армией Забайкальского военного округа в Чите, которой командовал до июня 1974 года. В 1974 году назначен начальником Управления кадров ВВС. С сентября 1981 г. — в запасе.
Освоил несколько типов реактивных самолетов. Военный лётчик 1-го класса. Заслуженный военный лётчик СССР (1973).
Проживал в Москве. Умер 19 марта 1986 года. Похоронен в Москве на Кунцевском кладбище.

## Семья
Женат: Ежкова Галина Николаевна. Дети: Ежков Андрей, Ежкова Елена. Внуки: Анна, Марина.

## Награды
Награждён орденом Октябрьской Революции, 2 орденами Красного Знамени, орденом Отечественной войны 1-й степени, 2 орденами Красной Звезды, орденом «За службу Родине в ВС СССР» 3-й степени, медалями, иностранными наградами.

### Комментарии
1. ↑  по состоянию на 24 апреля 1944 года